# Robert Cacchioni
Roberto Cacchioni est un footballeur italien né le 1er juillet 1950 à Rome (Italie). Il a évolué comme arrière central ou milieu défensif. Il a été vainqueur de la Coupe de France  avec Lyon en 1973 et finaliste en 1976. 1,77 m pour 73 kg.

## Carrière de joueur
- 1970-1977: Olympique lyonnais

## Palmarès
- Vainqueur de la Coupe de France en 1973 avec l'Olympique lyonnais
- Finaliste de la Coupe de France  en 1976 avec l'Olympique lyonnais